# Polina Zherebtsova
Polina Viktorovna Zherebtsova em russo:  Полина Викторовна Жеребцова (Grózni, 20 de março de 1985) é uma escritora e diarista de guerra russa.

## Biografia
Polina vivia em Grozny, capital da Chechênia, uma pequena república do Cáucaso, hoje parte da Rússia. Dos 9 aos 19 anos, ela manteve um diário em que relatou todas as turbulências do período, o que lhe rendeu o apelido de “nova Anne Frank” da revista semanal Der Spiegel.
Polina vive a partir de 2013 em asilo político na Finlândia e tem viagens marcadas para divulgar seu trabalho.
Em entrevista à rádio estatal britânica BBC, a escritora chechena compara Grozny a Estalingrado durante a Segunda Guerra Mundial. Ambas foram completamente destruídas.
O livro de Polina ainda não foi traduzido para o português.

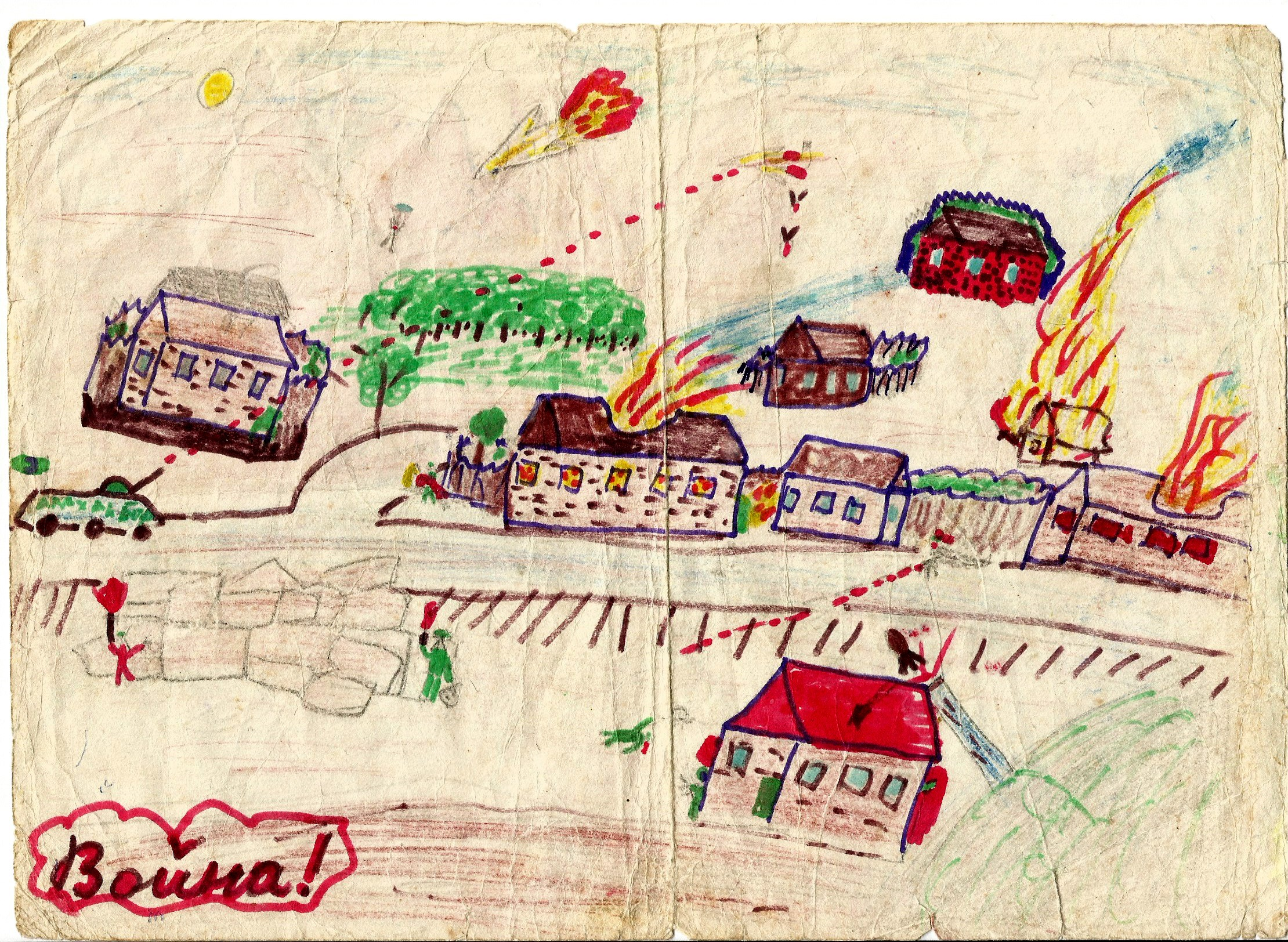
"Guerra", 1995 (autor Poline)

## Diários
«Minha mãe e eu fomos feridas. Eu vi uma mulher morta sentada atrás da mesa. Os feridos se esconderam no café e nos corredores de entrada de suas casas. Os homens – voluntários de resgate – recolheram as vítimas do tiroteio, e distribuíram os corpos em carros. Os que estavam seriamente feridos foram primeiro… Tudo começou inesperadamente, por volta das 17h. Estávamos empacotando os bens que sobraram – dois sacos. Um para mim, outro para minha mãe. Então encontramos Kusum com um pequeno bebê. Nós ficamos por ali, conversamos. De repente, uma luz forte iluminou o céu. Em seguida, um forte trovão. Por medo, nós nos escondemos sob a mesa, ficamos em volta das pernas de ferro. Não havia outro esconderijo. Uma explosão! Então outra. Parece que a mesma coisa estava explodindo várias vezes seguidas. Nós corremos, perdemos nossos bens, até o terreno da Casa de Moda. Bem no centro de Grozny. Rua Rosa de Luxemburgo..»

O trecho, que narra o início da segunda guerra chechena, é parte do livro "A formiga em um pote de vidro – Diários Chechenos 1994-2004″.

## Literary Prizes
- Janusz Korczak International literary prize for fragment from the diary published as "Baptism" – 2006
- Janusz Korczak International literary prize military tale "Little Angel" – 2006
- Polina was a Andrei Sakharov Prize finalist "Journalism as an act of Conscience" in 2012
- Ernest Miller Hemingway International literary prize for book "Donkey breed" - 2017